# シリアのエフレム
シリアのエフレム（アラム語 / シリア語: ܐܦܪܝܡ ܣܘܪܝܝܐ, Mor Afrêm Sûryāyâ; ギリシア語: Ἐφραίμ ὁ Σῦρος; ラテン語: Ephraem Syrus、306年頃 - 373年）は、4世紀のシリアで活躍したキリスト教の修道士、聖歌作家、神学者、輔祭（助祭・執事）。正教会・東方諸教会・カトリック教会・聖公会・ルーテル教会における聖人。正教会ではシリアの克肖者聖エフレムと呼ばれる。
現在のシリアとトルコの国境に位置するニシビスで生まれ、母語は古典シリア語。昔、東西交易の合流地として大いに栄えたニシビスの町はその後破壊され、現在はトルコのヌサイビンという小さな町になっている。エフレムはアリウス派の反駁などに活躍し、シリア語で多数の祈祷文（聖歌）を著作した。シリアでは今もそのまま用いられている。彼の祈祷文はギリシア語にも多数翻訳されている。

## 生涯（伝承）
以下は、確認された歴史的事実としての記述ではなく、教会の伝える伝承の概略である。
4世紀初頭に現在のシリアとトルコの国境に位置するニシビスの貧しくも敬虔な農家に生まれた。エフレムの祖先は乞食であり、農家となったのは祖父の代からであるという。
まだ迫害が続いている頃であったが、敬虔なキリスト教徒であった一家で、エフレムも敬虔な信者となるよう教育された。しかしエフレムは少年時代は短気でわがままな性格であり、よく喧嘩をし浅慮な言動をとり、神の存在にすら疑問をもっていた。
ある日、羊飼いに一夜の宿を頼んだエフレムは、狼が羊を噛み殺していったことを「エフレムが盗賊を手引きして羊を盗もうとした」と誤認した羊飼いによって訴えられ、無実の罪で投獄されてしまった。牢獄には他に2人の無実の罪で投獄された者がいた。3人は無実の罪で牢に居ることを憤り、忍耐して日々を送っていた。
しかしある夜、エフレムの夢の中に声が聞こえ、神の旨を思い起こしてこれまで自分のしてきたことを省みるよう告げられたエフレムは、自分の今の境遇は過去の罪のためであるとさとり、仲間の2人にもこのことを語った。そして揃って3人とも悔改して敬虔な者となった。のちにエフレムは潔白が証明されて釈放された。
深い痛悔の念をもっていたエフレムは釈放後、近隣の山に去って隠遁者となった。ニシビスにおいて優れた禁欲者として知られた主教（司教）イアコフ（ヤコブ）の弟子となって指導を受け、高徳者となっていった。イアコフはエフレムの徳性と才能が発揮されるよう配慮し、説教と、学校での子どもたちへの教育を行わせ、第一全地公会（ニケア公会議）にイアコフが赴く際には随行させた。イアコフの永眠後、エデッサに赴き、そこの修道士たちと交流しつつ、多くの人に説教を行い、またアリウス派への反駁と、同調者への説得・教化にあたった。
その従順さゆえに自分を誰よりも罪深いものとみなしていたエフレムは、晩年、エジプトの荒野の偉大な隠遁者たちの偉業を見たいと思いエジプトに赴いた。エジプトでエフレムは尊敬すべき客人として迎えられ、エフレムも隠遁者たちとの交わりの中に大きな慰めを得た。
帰路、エフレムはカッパドキアのカイサリアに立ち寄って聖大ワシリイ（バシレイオス）のもとを訪れた。ワシリイはエフレムを司祭に叙聖（叙任）しようとしたが、エフレムは固辞し、何度かの説得によってようやく輔祭職に就くことを承諾した。のちにワシリイはエフレムを主教として招こうとするが、エフレムは謙虚さから死ぬまで輔祭職にとどまった。
エデッサに戻ったエフレムは、晩年を隠遁者として過ごそうと考えていたが、神の旨によって再び人々のために働いた。エデッサで飢饉が発生した折には、富裕な人々に食物を分け与えるよう説得し、寄付金で救済施設を建設して多くの貧民や病人を救った。
その後、エフレムは再びエデッサ近郊の洞穴に隠遁し、死ぬまでそこにとどまった。

## 著作・業績
多くの祈祷文、聖書注解が遺されており、それらは正教会において高い評価を得ている。エフレムの作った祈祷文の中で、正教会で大斎期間中、土曜（スボタ）と日曜（主日）を除き各祈祷ごとに用いる「エフレムの祝文」がよく知られている。聖書の注解は旧約・新約の両方に亘っているが、特にモーセ五書の注解が特筆される。
エフレムの著作は、修行の中心を祈りと共同生活のための労働としていた当時のシリアの修道士たちの生活の全体像を窺い知ることが出来るものと教会では評価されている。
- 『聖母賛歌』　著者：聖エフレム　訳者：デルコル神父・江藤きみえ　愛心館発行・世のひかり社